# Élizabeth Herrgott
Pour les articles homonymes, voir Herrgott.
Élizabeth Herrgott, née le 27 avril 1941 à Montbéliard et morte le 13 décembre 2021 à La Loye,, est une romancière à dominante érotique pervers, analyste, journaliste, chroniqueuse française de Dole (Jura).

## Biographie
Mannequin à 21 ans à Tunis. Agrégée de grammaire, Élizabeth Herrgott se définit comme analyste lacanienne. Elle fut analysée par un homme, puis par une femme du Quatrième groupe. Elle fut en contrôle avec Jacques Lacan. Elle a participé à la création des Cahiers de lectures freudiennes. Son œuvre est plus emblématiquement marquée par l'étude de la  perversion, du sado-masochisme, du fétichisme et du lesbianisme. Son style d'écriture apparaît court, bref, cru.
Inspirée par le Marquis de Sade, Élizabeth Herrgott après avoir publié un recueil de lettres d'amour érotiques (Lettres d'amour à des hommes et à quelques femmes, 1987) où elle défend la « nudité de l'âme », persévère avec Le Gynécée (1989) qui décrit la relation cruelle de deux femmes dans un presbytère.
Suivront dans la même veine, Le Dieu et l'amant déchu et L'Amant de la vierge Marie, respectivement en 1992 et 1996, deux œuvres pouvant apparaître comme religieusement anticléricales, blasphématoires et libertines.
À cette période, elle rédige des chroniques dans les magazines Vogue et Penthouse, participe à l'émission télévisuelle d'André Bercoff sur FR3, Français si vous parliez, propose à ses lecteurs des recettes de cuisine coquines (Recettes de Maître-Queux, 1993) et interview hebdomadairement sur la radio parisienne Radio Aligre des personnalités « atypiques » de tous les arts pour son émission Mes Atypiques.
Sa rencontre avec le réalisateur Abel Ferrara en 1998, lui permet de rédiger la première biographie de ce dernier, « analyse réelle » illustrée des photographies d'Élizabeth Prouvost.
Cédant à une œuvre dite autofiction qui laisse planer le doute avec une biographie pervers, son roman Mes hiérodules (2000) lui vaut alors des démêlés avec la justice, faisant de personnes réelles les protagonistes de ce roman cru où elle dévoile les coutumes sexuelles du « terroir », celles de son Jura natal. « Ses hiéros attachées à son temple », la Boison et la Monica, la placent de fait sujet de tous les « commérages ».
« Fumeuse de cigare, et indécente » comme elle se qualifie, Élizabeth Herrgott signe des nouvelles dans plusieurs recueils : Fantasmes de femmes, Pulsions de femmes, Extases de femmes et encore un court roman Mionne ou la dixième muse (2002), saturnales saphiques où son héroïne pose la définitive question : « Suis-je lesbienne ? Suis-je enfin née ? Elle l'était. »
En 2003, elle relate ses mésaventures judico-érotiques dans Les Sorcières du Val d'Amour.
En 2017 nouvelle parution le 11 avril  "L'effervescence des sens" Éditions L'Écarlate, un livre qui par son hédonisme fort a transporté l'éditeur Jérôme Martin. Chacun des cinq sens sont étudiés avec minutie pour déboucher sur le sixième sens, le sens érotique. 
Élizabeth Herrgott meurt le 13 décembre 2021, à l'âge de 80 ans, dans son manoir de La Loye. Aucun avis de décès n'a été publié et les obsèques se sont déroulées dans la plus stricte intimité. Ces obsèques, dont l'une des participantes a annoncé par la suite le décès de l'écrivaine française à la presse, ont eu lieu le 20 décembre 2021.

## Principaux ouvrages
- 1987 : Lettres d'amour à des hommes et à quelques femmes, Éditions Phébus  (ISBN 978-2859400767), 2003 Éditions Cercle Poche  (ISBN 978-2913563797)
- 1989 : Le Gynécée, Éditions Denoël  (ISBN 978-2207235737)
- 1992 : Le Dieu et l'amant déchu, Éditions Jacqueline Chambon  (ISBN 978-2877110686) (proposé au prix Colette)
- 1992 : Recettes coquines et libertines, Éditions Jacqueline Chambon  (ISBN 978-2877110778) (recettes sous forme de contes érotiques)
- 1993 : Recettes de Maître-Queux, Éditions Jacqueline Chambon  (ISBN 978-2877110969)
- 1994 : Transports amoureux, Éditions Climats  (ISBN 978-2841580019) 2000 Éditions Cercle Poche  (ISBN 978-2913563186)
- 1996 : L'Amant de la Vierge Marie, Éditions Zulma  (ISBN 978-2909031712)
- 1997 : Lettres à l'Amant, (œuvre collective) Éditions Colophon à Grignan
- 1999 : Le Destin d'Abel ou An outburst of love (Un élan d'amour) (biographie Abel Ferrara), Éditions K-Films  (ISBN 2910557081)
- 2000 : Mes Hiérodules, Éditions Blanche  (ISBN 978-2911621956), 2006 Éditions La Musardine, en poche,  (ISBN 978-2842713089)
- 2001 : Ressuscitée, Fantasmes de Femmes (collectif), Éditions Blanche  (ISBN 978-2846280082)
- 2002 : Mionne ou la dixième muse, Fayard  (ISBN 978-2842056728)
- 2003 : Les Sorcières du Val d'Amour, Éditions Blanche  (ISBN 978-2846280570)
- 2006 : Mes chéris sont homos, Pulsions de Femmes (collectif), Éditions Blanche  (ISBN 978-2846281324) (retenue par les Éditions Mondadori à Milan pour le Best erotica 2007)
- 2007 : L'Homme emprunté, Extases de Femmes (collectif), Éditions Blanche  (ISBN 978-2846281607)
- 2008 : L'Inavouable : Les amours canines, L'imposteur et la perversité du nain, Éditions Cercle Poche  (ISBN 978-2847141191)
- 2008 : La Masturbatrice, Jouissances de femmes (collectif), Éditions Blanche  (ISBN 978-2846281874)
- 2009 : La Monstrue, Rêves de femmes (collectif), Éditions Blanche  (ISBN 978-2846282130)
- 2010 : Mon soumis insoumis, Folies de Femmes (collectif), Éditions Blanche  (ISBN 978-2846282437)
- 2012 : Annonces classées, Éditions Cercle Poche
- 2017 : L'Effervescence des sens, Éditions L'Écarlate